# Вилла Торлония
Вилла Торлония (итал. Villa Torlonia) — исторический комплекс зданий и общественный парк в северной части Рима. Находится за пределами старых городских стен в районе Номентано на Виа Номентана. Ранее вилла принадлежала семейству Торлония, в 1920-х годах была резиденцией Б. Муссолини, с 1978 года — городской парк. Исторические здания составляют музеи Виллы Торлония. Виллу Торлония следует отличать от Палаццо Торлония — римского дворца конца XV века.

## История
С XVII до середины XVIII века имение принадлежало семье Памфили, члены которой использовали его как сельскохозяйственное поместье, как и другие, расположенные в том же районе. Семья Колонна купила эту землю около 1760 года, сохранив сельскохозяйственные угодья. Банкир Джованни Раймондо Торлония (1754—1829), основатель дворянской семьи Торлония, приобрёл участок земли в 1797 году и превратил его в подходящую ему дворянскую резиденцию. Строительство главного здания было начато в 1806 году по проекту архитектора Джузеппе Валадье в стиле неоклассицизма. Валадье также проложил сеть дорожек вокруг главного здания и украсил парк скульптурами.
После смерти Джованни его сын Алессандро Торлония в 1832 году поручил Джовану Баттиста Каретти продолжить работы над виллой. Каретти оформил фасад главного здания: «Казино Нобиле» (Благородный дом) в палладианском стиле с неоклассическим пронаосом и шестиколонным портиком ионического ордера под огромным треугольным фронтоном. В тимпане фронтона — композиция «Триумф Вакха» (терракота), создана Ринальдо Ринальди, учеником Антонио Кановы. Каретти также построил в парке множество небольших сооружений. Он завершил искусственные руины, начатые в 1762 году Иньяцио Муратори, построил «Храм Сатурна» (Tempio di Saturno) и Трибуну фонтана (Tribuna con fontana). Три другие работы Каретти не сохранились: амфитеатр перед главным фасадом Казино Нобиле, кофейня и Капелла Сант-Алессандро, снесённая в 1903 году.
В строительстве принимали участие Джузеппе Джаппелли, позаботившийся об устройстве южной части парка и Квинтилиано Раймонди, работавший над Театром и Оранжереей. В южной части, в отличие от северной, характеризующейся неоклассическим вкусом, были созданы пруды, серпантиновые аллеи и новые здания: Швейцарская хижина, Серра, Башня, Грот Мореска, Домик совы (Casina delle Civette). Кроме того, в 1842 году Алессандро Торлония приказал воздвигнуть два обелиска в память о своих родителях, построил новую пограничную стену, «Средневековую маленькую виллу» (Villino Medievale) и такую же «красную» (Villino Rosso).
В 1919 году в подвале виллы были обнаружены остатки катакомб: старого еврейского подземного кладбища (cimitero sotterraneo ebraico) римской эпохи.
В 1920-х годах Джованни Торлония предоставил свою виллу для официальной резиденции Б. Муссолини. Дуче со своей семьей переехал в «Casino Nobile», а наследный принц поселился в «Casina delle Civette». Дуче платил символическую ежегодную арендную плату в размере одной лиры. В 1939 году, наследник Алессандро Джерини и принц Карло Торлония в катакомбах третьего и четвертого веков, расположенных под виллой, построили убежище от бомбардировок. Семья Муссолини покинула виллу после 25 июля 1943 года. С 1944 по 1947 год виллу занимало англо-американское командование.
В послевоенный период вилла, вернувшаяся к семье Торлония, была заброшена, пока в 1978 году она не была приобретена муниципалитетом Рима и преобразована в общественный парк. С 1991 года началась реставрация различных зданий, превращённых в национальные музеи.

## Планировка и произведения искусства виллы
Современный въезд с Виа Номентана и новая пограничная стена были построены между 1905 и 1911 годами по проекту Энрико Дженнари из-за расширения проезжей части, которое привело к сносу старой стены и пристроенных входов. По сторонам от входа архитектор возвёл двойные пропилеи в ионическом и композитном ордерах, с цоколем из тёсаного камня и плитами из травертина. Ворота из кованого железа перемежаются двумя колоннами из травертина, поддерживающими стеклянные шары, которые, в свою очередь, поддерживают бронзовых орлов. По сторонам — композитные капители. По сторонам — копии статуй, оригиналы которых выставлены в музее Казино Нобиле: «Пандора», «Скромность», «Фавн» и другие.
Главное здание, известное как «Казино Нобиле», между 1802 и 1806 годами отремонтировал и расширил Джузеппе Валадье. В Столовой (ныне: Бальный зал) появились большие зеркала. Доменико дель Фрате написал несколько картин, а Антонио Канова сделал барельефы из гипса, некоторые из которых выставлены в зале «Берсерау».
После смерти Джованни в 1832 году задача по украшению Казино перешла к его сыну Алессандро, который для улучшения внешнего вида здания добавил пронаос с лоджией входа. Он также доверил Франческо Подести украшение фресками «Зала Вакха». Подести изобразил миф о Вакхе, аллегории четырёх времён года и трёх континентов.
«Домик сов» (Casina delle Civette) возвышается там, где когда-то стояла «Швейцарская хижина», построенная по заказу Алессандро Торлония в 1840 году Джузеппе Джаппелли. Нынешняя постройка сохранила только L-образную систему стен, крышу и деревенский вкус всего, что когда-то возникло как имитация альпийского убежища. По идее Джованни Торлония Младшего с 1908 года архитектор Энрико Дженнари начал преобразовывать хижину в «средневековую деревню», характеризующуюся аркадами, башенками и лоджиями, украшенными майоликой и витражами. В 1914 году был установлен витраж по проекту Дуилио Камбеллотти с изображением двух сов (civetti) и нескольких побегов плюща. Благодаря ему и постоянному присутствию изображений этой птицы в декорациях, вдохновленных любовью Джованни к эзотерике, домик стал называться «Виллино делле Чиветте» (Villino delle Civette). В 1917 году Винченцо Фазоло добавил новые постройки в стиле модерн с южной стороны здания. Внутри Казина на двух этажах богато украшена лепниной, майоликой, мозаикой, картинами, скульптурами.
«Театр» (Il teatro) построен между 1841 и 1873 годами. После реставрационных работ он вновь открылся в 2013 году.
В парке много других экзотических сооружений: «Мавританская оранжерея» (La serra moresca), «Ложные руины» (Falsi ruderi), «Фальшивая этрусская гробница» (Finta tomba etrusca). «Храм Сатурна» (Tempio di Saturno) построен Джован Баттиста Каретти между 1836 и 1838 годами в подражание древним храмам, он следует образцу — храму Эскулапа, построенному в 1786 году для виллы Боргезе. Здание состоит только из пронаоса и четырёх дорических гранитных колонн. Растительность скрывает незавершённую заднюю часть. Есть два фермерских дома, которые в древности использовались как кухни, и огороженная территория. На древних гравюрах перед храмом изображены круглые столы, возможно, использовавшиеся для встреч на свежем воздухе. Фронтон украшен терракотовым декором Винченцо Гаджасси «Аллегория человеческой жизни» и «Время торжествует над радостью, искусством и культурой». В центре изображения находится бог Времени Сатурн, держащий косу, между змеей и львом; по сторонам аллегории времён года. На внутренних стенах воспроизведены два горельефа с древнеримской арки Марка Аврелия (они экспонируются в Палаццо деи Консерватори в Риме на Капитолии). Над порталом находится терракотовый рельеф конца XVIII века, на котором изображён Вакх с виноградной лозой.
Два обелиска виллы Торлония XIX века расположены на равном расстоянии от Казино Нобиле на одной линии; они были заказаны Алессандро Торлония, чтобы почтить память своих родителей. Далее имеются две «Колонны чести» (Colonne onorarie). Марианская эдикула (Edicola mariana), ранее выполнявшая функцию домашней молельни. Турнирное поле, расположенное между Театром и «Серра Мореска», спроектировано Джаппелли по средневековому образцу и в стиле, напоминающем описания Лудовико Ариосто.
- Пронаос Казино Нобиле (главного здания виллы). 1802—1806. Архитектор Дж. Валадье. Перестройка Дж. Б. Каретти. 1832
- Задний фасад главного здания
- Трибуна фонтана (Tribuna con fontana). Архитектор Дж. Б. Каретти
- Казино принцев
- Казино принцев. Роспись вестибюля «trompe-l'oeil»
- «Храм Сатурна» (Tempio di Saturno). Между 1836 и 1838 гг. Архитектор Дж. Б. Каретти
- «Домик совы» (Casina delle Civette). Проект Дж. Джаппелли (1840)
- Обелиск
- Колонна, воздвигнутая Алессандро Торлония в 1840 году в честь своего брата Карло
- Здание Театра (между 1841 и 1873 гг.) после реставрации 2019 г.
- «Мавританская оранжерея» (La serra moresca)
- Сады виллы